# 태종수
태종수(太鐘守, 1936년 3월 20일~)는 조선민주주의인민공화국의 정치인이다.
조선민주주의인민공화국 국무위원회 위원, 조선로동당 당 중앙위원회 비서 겸 총무부장으로 있었으며, 조선로동당 중앙위원회 정치국 후보위원이었다. 현재 함경남도 당 책임비서이다.

## 경력
항일 빨치산 태병렬의 아들로 1936년 일제강점기 함경북도 명천군 하우면에서 태어났다. 1950년 9월에 군에 입대하였고, 대학에서 기계제작기사 자격을 받았다. 보통교육성 교학, 당중앙위원회 지도원, 과장, 도당비서, 기계공장 지배인, 선박공업부장, 대안중기계련합기업소 당책임비서를 거쳐, 내각부총리와  함남도당 책임비서 및 당중앙위원회 부장을 지냈다. 그리고 2010년 9월부터 당중앙위원회 비서 겸 총무부장으로 있다.
2010년 9월에 열린 조선로동당 대표자회에서 당중앙위원회 정치국 후보위원에 선임되었다. 2012년 4월, 해임된 곽범기 후임으로 함경남도 당위원회 책임비서에 임명되었다.

## 같이 보기
- 조선민주주의인민공화국의 정치